# Andrei Michailowitsch Wolkonski
Fürst Andrei Michailowitsch Wolkonski, auch Andrey, André, Mikhailovich, Michailovich, Volkonski, Volkonskiy, russ. Андрей Михайлович Волконский (* 14. Februar 1933 in Genf; † 16. September 2008 in Aix-en-Provence) war russischer Komponist und Cembalist. Er war eine Schlüsselfigur in der Wiederentdeckung Alter Musik in Russland.

## Leben und Wirken
Wolkonski stammt aus der russischen fürstlichen Rurikiden-Familie Wolkonski. Sein Großvater war ein Bruder von Sergei Michailowitsch Wolkonski. Er zeigte schon früh musikalisches Talent und führte als Kind seine Improvisationen Sergei Wassiljewitsch Rachmaninow vor. Er studierte am Genfer Konservatorium Klavier bei Johnny Aubert und Dinu Lipatti sowie in Paris Komposition bei Nadia Boulanger. 1947 zog die Familie nach Moskau. Von 1950 bis 1954 studierte er am Moskauer Konservatorium, besonders bei Juri Alexandrowitsch Schaporin. Er wurde wegen eines Disziplinarvergehens der Schule verwiesen. Ab 1956 war er als Cembalist und Organist tätig; dabei entwickelte er sich zum Pionier für Musik aus Renaissance und Barock, die vorher in der UdSSR kaum gespielt wurde. 1964 gründete er mit Madrigal sein eigenes Ensemble für Alte Musik.
Als Komponist experimentierte er mit Zwölftontechnik und Serieller Musik. Seit seiner Klavier-Suite Musica stricta von 1957 galt er als „der erste sowjetische Dodekaphonist“. Seine Musik, die sich nicht der vorherrschenden Form des Sozialistischen Realismus anpasste, wurde jedoch nicht aufgeführt. 1972 beantragte er die Ausreise aus der Sowjetunion. Er wurde aus dem Komponistenverband ausgeschlossen und verlor alle materielle Unterstützung. Erst ein Jahr später wurde ihm die Ausreise genehmigt. Die Leitung seines Ensembles Madrigal übernahm seine Solistin Lidija Dawydowa.
Wolkonski kehrte zunächst in seine Geburtsstadt Genf zurück und lebte später bis zu seinem Tod in Aix-en-Provence.
Von 1954 bis 1960 war er mit der estnischen Dichterin Helvi Jürisson (1928–2023) verheiratet. Das Paar hatte einen Sohn, den heute als Schauspieler und Musiker bekannten Peeter Volkonski.

## Werke
- Klaviersonate B-Dur (1949)
- Rus, Kantate nach Nikolai Gogol (1952)
- Das Antlitz des Friedens, Kantate nach Paul Éluard (1952)
- Konzert für Orchester (1953)
- Capriccio für Orchester (1954)
- Klavierquintett (1954)
- Streichquartett (1955)
- Sonate für Bratsche und Klavier, Op. 8 (1955)
- Fantasie für Klavier (1955)
- Musica stricta für Klavier (1957)
- Zwei japanische Lieder für Chor, elektronischen Klang und Schlagzeug (1957)
- Musik für 12 Instrumente (1957)
- Serenade für ein Insekt für Kammerorchester (1959)
- Suite de los espejos (Spiegel-Suite) für Sopran und 5 Instrumentalisten: Flöte, Violine, Gitarre, Orgel und Schlagzeug nach Gedichten von Garcia Lorca (1960)
- Sonate für Bratsche (1960)
- Die Klagen der Shchaza for Sopran, Cor Anglais, Violine, Marimba, Vibrafon, und Cembalo nach Schchaza (1961)
- Jeu à Trois für Flöte, Violine und Cembalo (1962)
- Concerto itinérant (Das wandernde Konzert) für Sopran, Violine, Schlagzeug und 26 Instrumente nach Texten von Omar Chajjam (1967)
- Les mailles du Temps für 3 Instrumentengruppen (1970)
- Replica für kleines Orchester (1970)
- Maqam für Tar und Cembalo (1974)
- Lied für 4 Stimmen (1974)
- Immobile für Klavier und Orchester (1978)
- 7 geistliche Gesänge für drei Männerstimmen (Solo oder Chor) (1984)
- Was noch lebt für Mezzosopran und Streichtrio nach Gedichten von Johannes Bobrowski (1985)
- Psalm 148 für drei Stimmen (Solo oder Chor), Orgel und Pauken (1984, rev. 1989)
- Carrefour für Ensemble (1992)

### Filmmusik
- 1958: Die Abenteuer des gestiefelten Katers (Новые похождения кота в сапогах)
- 1960: Die verzauberte Marie (Марья-искусница)
- 1961: Die Abenteuer des Krosch (Приключения Кроша)
- 1962: 3+2
- 1967: Война под крышами
- 1968: Tote Saison (Мёртвый сезон)
- 1971: Могила льва
- 1987: Переправа